# National Center for Atmospheric Research

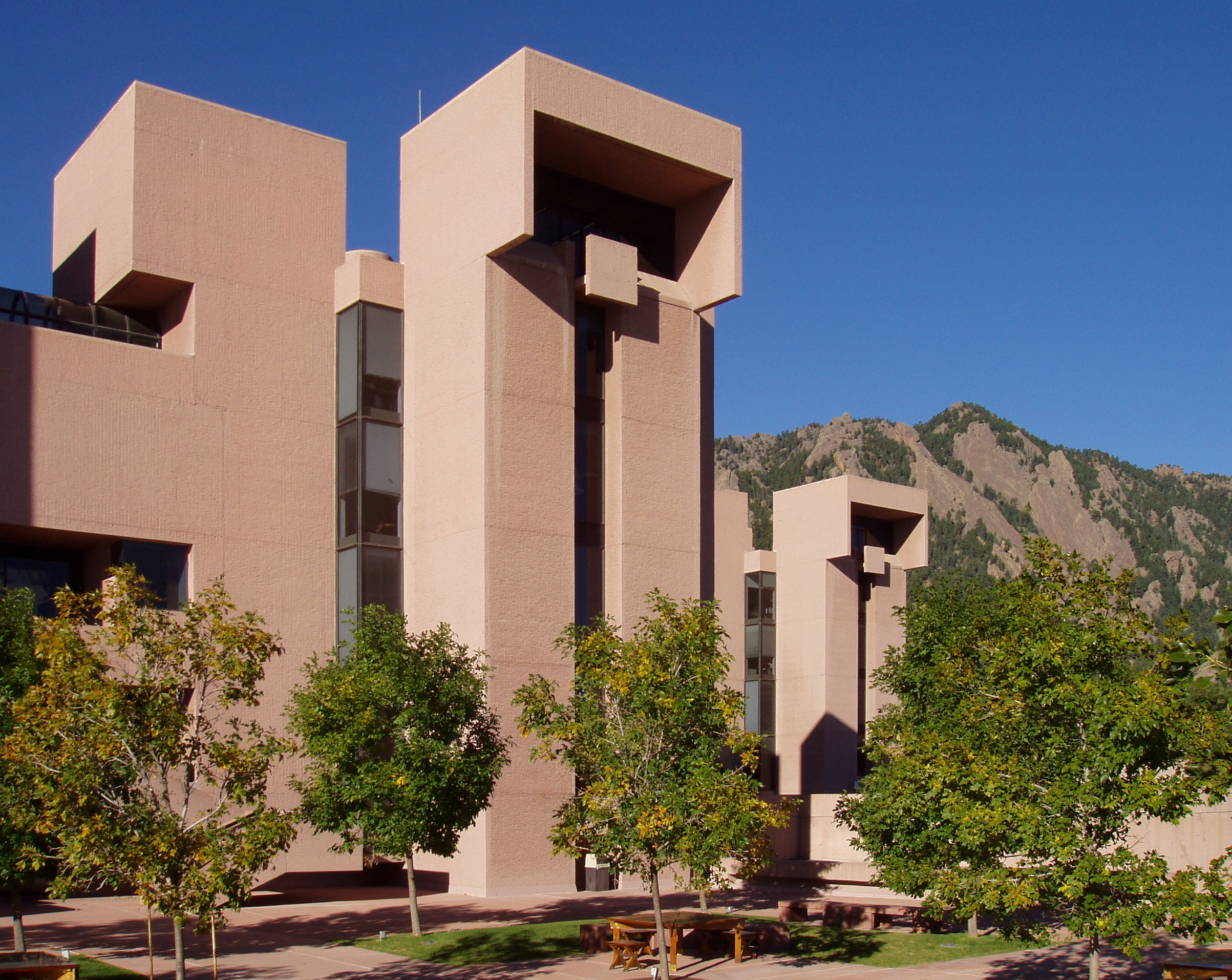
NCAR Mesa Lab, Boulder, Kolorado

Narodowe Centrum Badań Atmosfery (ang. National Center for Atmospheric Research (NCAR)) – amerykańskie centrum badań fizyki atmosfery w Boulder w Kolorado.
Naukowcy w NCAR zajmują się meteorologią, klimatem, nauką o środowisku, chemią atmosfery, oddziaływaniem Słońca z Ziemią.